# Plough it under
|  | Denne artikel er oprettet af botten Steenthbot ud fra en ekstern database. Den kan derfor have sproglige fejl eller mangler. Denne skabelon kan fjernes efter kontrol af indholdet. |

Plough it under er en dansk eksperimentalfilm fra 1991 instrueret af Jan Mikael.

## Handling
Her på jorden rodes og regeres der, men hvem tænker holistisk konstruktivt. Vores affald begraver vi bare, vore fejlzoner fortrænger vi. Det er sundt at 'nulstille' sig af og til!